# Lista stacji i przystanków kolejowych w Lacjum
To jest lista stacji w regionie Lacjum zarządzanych przez Rete Ferroviaria Italiana, należący do Ferrovie dello Stato.

## Lista
| Stacja                              | Miejsce                | Prowincja   | Kategoria |
| ----------------------------------- | ---------------------- | ----------- | --------- |
| Acqua Acetosa                       | Ciampino               | Rzym        | Bronze    |
| Albano Laziale                      | Albano Laziale         | Rzym        | Silver    |
| Anagni-Fiuggi                       | Anagni                 | Frosinone   | Silver    |
| Anguillara                          | Anguillara Sabazia     | Rzym        | Silver    |
| Antrodoco Centro                    | Antrodoco              | Rieti       | Bronze    |
| Antrodoco-Borgo Velino              | Antrodoco              | Rieti       | Bronze    |
| Anzio                               | Anzio                  | Rzym        | Silver    |
| Anzio Colonia                       | Anzio                  | Rzym        | Silver    |
| Aprilia                             | Aprilia                | Latina      | Silver    |
| Arce                                | Arce                   | Frosinone   | Bronze    |
| Arpino                              | Arpino                 | Frosinone   | Bronze    |
| Arsoli                              | Arsoli                 | Rzym        | Bronze    |
| Bagni di Tivoli                     | Tivoli                 | Rzym        | Silver    |
| Bassano in Teverina                 | Bassano in Teverina    | Viterbo     | Bronze    |
| Bracciano                           | Bracciano              | Rzym        | Silver    |
| Campo di Carne                      | Campo di Carne         | Latina      | Silver    |
| Campoleone                          | Campoleone             | Latina      | Silver    |
| Cancelliera                         | Cancelliera            | Rzym        | Bronze    |
| Canetra                             | Canetra                | Rieti       | Bronze    |
| Capocroce                           | Capocroce              | Latina      | Bronze    |
| Capranica-Sutri                     | Capranica              | Viterbo     | Silver    |
| Casabianca                          | Ciampino               | Rzym        | Bronze    |
| Cassino                             | Cassino                | Frosinone   | Silver    |
| Castel Gandolfo                     | Castel Gandolfo        | Rzym        | Silver    |
| Castel Madama                       | Castel Madama          | Rzym        | Bronze    |
| Castel Sant’Angelo                  | Castel Sant’Angelo     | Rieti       | Bronze    |
| Castro-Pofi-Vallecorsa              | Castro dei Volsci      | Frosinone   | Silver    |
| Ceccano                             | Ceccano                | Frosinone   | Silver    |
| Cecchina                            | Cecchina               | Rzym        | Silver    |
| Ceprano-Falvaterra                  | Ceprano                | Frosinone   | Silver    |
| Cesano di Roma                      | Cesano di Roma         | Rzym        | Silver    |
| Ciampino                            | Ciampino               | Rzym        | Gold      |
| Cisterna di Latina                  | Cisterna di Latina     | Latina      | Silver    |
| Cittaducale                         | Cittaducale            | Rieti       | Bronze    |
| Civita Castellana-Magliano          | Civita Castellana      | Viterbo     | Silver    |
| Civitavecchia                       | Civitavecchia          | Rzym        | Gold      |
| Colfelice                           | Colfelice              | Frosinone   | Bronze    |
| Colle Mattia                        | Colle Mattia           | Rzym        | Silver    |
| Colleferro-Segni-Paliano            | Colleferro             | Rzym        | Silver    |
| Collevecchio-Poggio Sommavilla      | Collevecchio           | Rieti       | Bronze    |
| Colonna Galleria                    | Colonna                | Rome (Roma) | Silver    |
| Compre-San Vincenzo                 | Le Compre              | Frosinone   | Bronze    |
| Contigliano                         | Contigliano            | Rieti       | Bronze    |
| Fara Sabina-Montelibretti           | Fara in Sabina         | Rieti       | Silver    |
| Ferentino-Supino                    | Ferentino              | Frosinone   | Silver    |
| Fiera di Roma                       | Rzym                   | Rzym        | Silver    |
| Fiumicino Aeroporto                 | Fiumicino              | Rzym        | Gold      |
| Fondi-Sperlonga                     | Fondi                  | Latina      | Silver    |
| Fontana Liri                        | Fontana Liri           | Frosinone   | Bronze    |
| Fontana Liri Inferiore              | Fontana Liri           | Frosinone   | Bronze    |
| Fontanarosa-Cervaro                 | Cervaro                | Frosinone   | Bronze    |
| Formia                              | Formia                 | Latina      | Gold      |
| Frascati                            | Frascati               | Rzym        | Silver    |
| Frasso                              | Frasso                 | Latina      | Bronze    |
| Frosinone                           | Frosinone              | Frosinone   | Silver    |
| Gallese in Teverina                 | Gallese                | Viterbo     | Bronze    |
| Gavignano Sabino                    | Gavignano              | Rieti       | Silver    |
| Greccio                             | Greccio                | Rieti       | Bronze    |
| Grotte Santo Stefano                | Grotte Santo Stefano   | Viterbo     | Bronze    |
| Guidonia-Montecelio-Sant’Angelo     | Guidonia               | Rzym        | Silver    |
| Isola Liri                          | Isola del Liri         | Frosinone   | Bronze    |
| Isoletta-San Giovanni Incarico      | Isoletta               | Frosinone   | Silver    |
| Itri                                | Itri                   | Latina      | Bronze    |
| La Fiora                            | Terracina              | Latina      | Bronze    |
| La Storta                           | Rzym                   | Rzym        | Silver    |
| Labico                              | Labico                 | Rzym        | Silver    |
| Labro-Moggio                        | Labro                  | Rieti       | Bronze    |
| Ladispoli-Cerveteri                 | Ladispoli              | Rzym        | Silver    |
| Lanuvio                             | Lanuvio                | Rzym        | Silver    |
| Latina                              | Latina                 | Latina      | Silver    |
| Lido di Lavinio                     | Lavinio                | Rzym        | Silver    |
| Lunghezza                           | Rzym                   | Rzym        | Silver    |
| Maccarese-Fregene                   | Fregene                | Rzym        | Silver    |
| Mandela-Sambuci                     | Mandela                | Rzym        | Bronze    |
| Manziana-Canale Monterano           | Manziana               | Rzym        | Silver    |
| Marcellina-Palombara                | Marcellina             | Rzym        | Silver    |
| Marechiaro                          | Marechiaro             | Rzym        | Silver    |
| Marina di Cerveteri                 | Cerveteri              | Rzym        | Silver    |
| Marino Laziale                      | Marino                 | Rzym        | Silver    |
| Minturno-Scauri                     | Minturno               | Latina      | Silver    |
| Montalto di Castro                  | Montalto di Castro     | Viterbo     | Silver    |
| Monte San Biagio                    | Monte San Biagio       | Latina      | Silver    |
| Montefiascone                       | Montefiascone          | Viterbo     | Silver    |
| Monterotondo-Mentana                | Monterotondo           | Rzym        | Silver    |
| Morolo                              | Morolo                 | Frosinone   | Bronze    |
| Nettuno                             | Nettuno                | Rzym        | Silver    |
| Olgiata                             | Rzym                   | Rzym        | Silver    |
| Oriolo                              | Oriolo Romano          | Viterbo     | Silver    |
| Orte                                | Orte                   | Viterbo     | Gold      |
| Padiglione                          | Padiglione             | Rzym        | Silver    |
| Pantanella                          | Ciampino               | Rzym        | Bronze    |
| Parco Leonardo                      | Fiumicino              | Rzym        | Silver    |
| Pavona                              | Pavona                 | Rzym        | Silver    |
| Piana Bella di Montelibretti        | Montelibretti          | Rzym        | Silver    |
| Piedimonte-Villa Santa Lucia-Aquino | Piedimonte San Germano | Frosinone   | Bronze    |
| Poggio Fidoni                       | Poggio Fidoni          | Rieti       | Bronze    |
| Poggio Mirteto                      | Poggio Mirteto         | Rieti       | Silver    |
| Pomezia-Santa Palomba               | Pomezia                | Rzym        | Silver    |
| Ponte Galeria                       | Rzym                   | Rzym        | Silver    |
| Priverno-Fossanova                  | Priverno               | Latina      | Silver    |
| Rieti                               | Rieti                  | Rieti       | Silver    |
| Rocca d'Evandro-San Vittore         | San Vittore del Lazio  | Frosinone   | Bronze    |
| Rocca di Corno                      | Rocca di Corno         | Rieti       | Bronze    |
| Rocca di Fondi                      | Rocca di Fondi         | Rieti       | Bronze    |
| Roccasecca                          | Roccasecca             | Frosinone   | Silver    |
| Roma Appiano                        | Rzym                   | Rzym        | Silver    |
| Roma Aurelia                        | Rzym                   | Rzym        | Silver    |
| Roma Balduina                       | Rzym                   | Rzym        | Silver    |
| Roma Capannelle                     | Rzym                   | Rzym        | Silver    |
| Roma Fidene                         | Rzym                   | Rzym        | Silver    |
| Roma Gemelli                        | Rzym                   | Rzym        | Silver    |
| Roma Ipogeo degli Ottavi            | Rzym                   | Rzym        | Silver    |
| Roma La Giustiniana                 | Rzym                   | Rzym        | Silver    |
| Roma La Rustica Città               | Rzym                   | Rzym        | Silver    |
| Roma La Rustica Uir                 | Rzym                   | Rzym        | Silver    |
| Roma Magliana                       | Rzym                   | Rzym        | Silver    |
| Roma Muratella                      | Rzym                   | Rzym        | Silver    |
| Roma Monte Mario                    | Rzym                   | Rzym        | Silver    |
| Roma Nomentana                      | Rzym                   | Rzym        | Silver    |
| Roma Nuovo Salario                  | Rzym                   | Rzym        | Silver    |
| Roma Ostiense                       | Rzym                   | Rzym        | Gold      |
| Roma Ottavia                        | Rzym                   | Rzym        | Silver    |
| Roma Palmiro Togliatti              | Rzym                   | Rzym        | Silver    |
| Roma Prenestina                     | Rzym                   | Rzym        | Silver    |
| Roma Quattro Venti                  | Rzym                   | Rzym        | Silver    |
| Roma San Filippo Neri               | Rzym                   | Rzym        | Silver    |
| Roma San Pietro                     | Rzym                   | Rzym        | Gold      |
| Roma Serenissima                    | Rzym                   | Rzym        | Silver    |
| Roma Termini                        | Rzym                   | Rzym        | Platinum  |
| Roma Tiburtina                      | Rzym                   | Rzym        | Platinum  |
| Roma Tor Sapienza                   | Rzym                   | Rzym        | Silver    |
| Roma Trastevere                     | Rzym                   | Rzym        | Gold      |
| Roma Tuscolana                      | Rzym                   | Rzym        | Silver    |
| Roma Val D'Ala                      | Rzym                   | Rzym        | Bronze    |
| Roma Valle Aurelia                  | Rzym                   | Rzym        | Silver    |
| Roma Villa Bonelli                  | Rzym                   | Rzym        | Silver    |
| Roviano                             | Roviano                | Rzym        | Bronze    |
| Sant'Eurosia                        | Sant'Eurosia           | Rzym        | Bronze    |
| San Gennaro                         | Genzano di Roma        | Rzym        | Bronze    |
| Santa Maria delle Mole              | Santa Maria delle Mole | Rzym        | Silver    |
| Santa Marinella                     | Santa Marinella        | Rzym        | Silver    |
| Santa Severa                        | Santa Severa           | Rzym        | Silver    |
| Santopadre                          | Santopadre             | Frosinone   | Bronze    |
| Sassone                             | Sassone                | Rzym        | Bronze    |
| Roma Settebagni                     | Rzym                   | Rzym        | Silver    |
| Sezze Romano                        | Sezze                  | Latina      | Silver    |
| Sgurgola                            | Sgurgola               | Frosinone   | Bronze    |
| Sipicciano                          | Sipicciano             | Viterbo     | Bronze    |
| Sipicciano-San Nicola               | Sipicciano             | Viterbo     | Bronze    |
| Sora                                | Sora                   | Frosinone   | Silver    |
| Sorgenti del Peschiera              | Cittaducale            | Rieti       | Bronze    |
| Stimigliano                         | Stimigliano            | Rieti       | Silver    |
| Tarquinia                           | Tarquinia              | Viterbo     | Silver    |
| Terracina                           | Terracina              | Latina      | Silver    |
| Tivoli                              | Tivoli                 | Rzym        | Silver    |
| Tor Vergata                         | Tor Vergata            | Rzym        | Silver    |
| Torre in Pietra-Palidoro            | Palidoro               | Rzym        | Silver    |
| Roma Torricola                      | Rzym                   | Rzym        | Silver    |
| Tre Croci                           | Tre Croci              | Viterbo     | Bronze    |
| Valmontone                          | Valmontone             | Rzym        | Silver    |
| Velletri                            | Velletri               | Rzym        | Silver    |
| Vetralla                            | Vetralla               | Viterbo     | Silver    |
| Vicovaro                            | Vicovaro               | Rzym        | Bronze    |
| Vigna di Valle                      | Vigna di Valle         | Rzym        | Bronze    |
| Villa Claudia                       | Villa Claudia          | Rzym        | Silver    |
| Villetta                            | Castel Gandolfo        | Rzym        | Bronze    |
| Viterbo Porta Fiorentina            | Viterbo                | Viterbo     | Silver    |
| Viterbo Porta Romana                | Viterbo                | Viterbo     | Silver    |
| Zagarolo                            | Zagarolo               | Rzym        | Silver    |